# 마쓰요이노 고지주
코지쥬(일본어: 小侍従 こじじゅう[*], 생몰년 미상 : 1121년 (호안 2년) 경 - 1202년 (겐닌 2년) 경)는 헤이안 시대 후기부터 가마쿠라 시대에 걸친 여류 가인이다. 뇨보36가선의 한 사람이다. 이와시미즈하치만구 고코쿠지 벳토 미츠키요의 딸이고, 어머니는 코다이진이다. 
태황태후 후지와라노 마사루코의 뇨보로 출사했기 때문에, 태황태후궁 코지쥬 (太皇太后宮小侍従) 또는 오오미야노 코지쥬(大宮小侍従)라 불리며, 『헤이케모노가타리(平家物語)』 등에 기록된 에피소드에서는 마츠요이노 코지쥬(待宵の小侍従)로 알려져있다. 『겐페이 성쇠기(源平盛衰記)』에서는 다카쿠라 천황 재위 중에는 아와노츠보네(阿波の局)로 칭했다고도 한다.

## 작품

### 칙찬집
| 가집이름         | 작가명 표기       | 가수 | 가집명         | 작가명 표기 | 가수 | 가집명           | 작가명 표기 | 가수 |
| ---------------- | ----------------- | ---- | -------------- | ----------- | ---- | ---------------- | ----------- | ---- |
| 센자이와카슈     | 태황태후궁 코지쥬 | 4    | 신코킨와카슈   | 코지쥬      | 7    | 신쵸쿠센와카슈   | 코지쥬      | 5    |
| 쇼쿠고센와카슈   | 코지쥬            | 2    | 쇼쿠코킨와카슈 | 코지쥬      | 6    | 쇼쿠슈이와카슈   | 코지쥬      | 2    |
| 신고센와카슈     | 코지쥬            | 4    | 교쿠요와카슈   | 코지쥬      | 12   | 쇼쿠센자이와카슈 |             |      |
| 쇼쿠고슈이와카슈 | 코지쥬            | 1    | 후가와카슈     | 코지쥬      | 2    | 신센자이와카슈   | 코지쥬      | 2    |
| 신슈이와카슈     | 코지쥬            | 4    | 신고슈이와카슈 | 코지쥬      | 1    | 신쇼쿠코킨와카슈 | 코지쥬      | 3    |

### 테이스이카ㆍ우타아와세
| 명칭                 | 시기                         | 작가명 표기       | 비고                                             |
| -------------------- | ---------------------------- | ----------------- | ------------------------------------------------ |
| 中宮亮重家歌合       | 1166년 (에이만 2년)          |                   | 곤츄나곤 사네쿠니와 대결 1승 2패 2무             |
| 太皇太后宮亮経盛歌合 | 1166년 (에이만 2년)          |                   |                                                  |
| 住吉社歌合           | 1170년 (가오 2년)            | 태황태후궁 코지쥬 | 후시와라노 사네모리와 대결 1승 1패 1무           |
| 広田社歌合           | 1172년 (조안 2년)            | 태황태후궁 코지쥬 | 후지와라노 사네후사와 대결 1승 1패 1무           |
| 右大臣兼実歌合       | 1175년 (안겐 원년)           |                   | 코우카몬인노벳토와 대결 2패 1무                  |
| 正治初度百首         | 1200년 (쇼지 2년)            | 코지쥬            |                                                  |
| 鳥羽殿影供歌合       | 1201년 (겐닌 원년) 4월       | 뇨보 코지쥬       | 2승 1패                                          |
| 和歌所影供歌合       | 1201년 (겐닌 원년) 8월 3일   | 뇨보 코지쥬       | 후지와라노 타카노부와 대결 1승 2패 1무 2판정없음 |
| 八月十五夜撰歌合     | 1201년 (겐닌 원년)           | 코지쥬            | 1패 1무                                          |
| 石清水社歌合         | 1201년 (겐닌 원년) 12월 28일 | 코지쥬            | 내대신 미나모토노 미치치카와 대결 대결 1무       |
| 千五百番歌合         | 1202년 (겐닌 2년)            | 코지쥬            |                                                  |

### 사찬집
- 360번 우타아와세 (1200년 (쇼지 2년))
  - 「코지쥬 고시라카와인 뇨보」 이름으로 18수

### 사가집
- 『태황태후궁 코지쥬슈(太皇太后宮小侍従集)』 187수
- 『코지쥬슈(小侍従集)』 (카노 마에다가 존경각 문고 장본) 101수

## 같이 보기
- 이와시미즈하치만구
- 뇨보36가선
- 다카쿠라 천황
- 메이신 고속도로
- 니조 천황
- 후지와라노 마사루코